# 사사키 도요
사사키 도요(일본어: 佐々木 道誉)는 일본 가마쿠라 시대 말기부터 난보쿠초 시대에 걸쳐 활약한 무장이자 슈고 다이묘이다. 와카사(若狭) ・ 오미(近江) ・ 이즈모(出雲) ・ 가즈사(上総) ・ 히다(飛騨) ・ 셋쓰(摂津)의 슈고(守護)였다.

## 개요
가마쿠라 막부(鎌倉幕府)의 창업공신으로 오미(近江)를 근거지로 하는 사사키 씨(佐々木氏) 일족으로 오미 국의 지토를 맡고 있던 교고쿠(京極) 집안에서 태어나 교고쿠 도요(일본어: 京極道誉) 또는 교고쿠 다카우지(일본어: 京極 高氏)라고도 불린다. 휘(실명)는 다카우지(일본어: 高氏)였는데 법명(法名)인 도요(道誉) 쪽이 더 잘 알려져 있다. 또는 법명은 도요 자신은 '導誉'라고 서명하였지만, 당대 문서에서는 '뉴도 도요'(入道々誉, 入道道誉)라고 기록된 것도 많다.
처음에는 싯켄(執権) 호조 다카토키의 고쇼반슈(御相伴衆)로 가마쿠라 막부와 싯켄 호조 씨를 섬겼으나, 고다이고 천황(後醍醐天皇)의 윤지를 받들어 가마쿠라 막부에 반기를 든 아시카가 다카우지(足利高氏)를 따랐고, 무사들의 지지를 얻지 못한 고다이고 천황의 겐무 신정(建武新政)을 다카우지와 함께 이반하였다. 다카우지가 연 막부에서는 6개 구니의 슈고직에 만도코로의 집사직을 겸했다.
바사라라고 불리는 난보쿠초 시대의 미의식에 고취되어 바사라 다이묘(婆沙羅大名)로 널리 알려져 있다. 일본의 군키모노가타리 《태평기》(太平記)에서는 책략을 쓰고 권위를 비웃으며 풍류를 즐기는 도요의 일화가 다수 기록되어 있다.

## 이름자에 대하여
도요가 처음 주군으로 모셨던 호조 도쿠소케(得宗家)의 당주(가마쿠라 막부 제14대 싯켄) 호조 다카토키로부터 이름자 한 자를 받았다. 마찬가지로 이름이 같은 아시카가 다카우지(足利高氏)(훗날의 아시카가 다카우지足利尊氏)와는 이름이 같다.

## 생애

### 막신
쇼와 3년(1314년) 좌위문위에 위계되었고, 겐코 2년(1322년) 검비위사에 위계되었다. 검비위사의 업무를 보기위해 교토에 주재하였고, 겐코(元亨) 4년(1324년)의 고다이고 덴노(後醍醐天皇)의 행행을 수행하였다. 겐토쿠 원년(1329년) 부친 사사키 무네우지의 뒤를 이어 가독을 승계했으나 가마쿠라 막부의 싯켄 호조 다카토키의 측근으로 되어 다카토키가 출가할 때, 함께 출가하여 법호를 도요로 정했다.

### 도막 운동
겐코 원년(1331년) 고다이고 덴노가 교토를 탈출해 가사기 산을 거점으로 삼아 도막 운동을 일으키자, 막부측 진압군으로 편성되어 종군하였고 주로 교토에서 사후처리를 맡았다(겐코의 난). 체포된 고다이고 덴노가 폐위되어 그 총비 아노 렌시와 지구사 다다아키와 함께 오키 제도로 호송될 때 경호역 등을 맡았다(《태평기》).
고다이고 덴노를 오키로 호송한 뒤에 수도로 돌아와, 고다이고 덴노의 옛 총신이었던 전임 곤노주나곤(権中納言) 기타바타케 도모유키(北畠具行)를 가마쿠라(鎌倉)로 호송하는 임무를 맡았다. 그러나 도중에 오미 국(近江国) 가시와바라(柏原, 마이하라 시 가시와바라)에서 막부로부터의 도모유키 처형 명령이 떨어졌고, 6월 19일 도모유키를 처형하였다.
고다이고 덴노가 유배된 후에도 가와치 국의 구스노키 마사시게(楠木正成) 등이 여전히 반막부 활동을 계속하고 있었고, 사사키 도요 역시 다른 막부측 무사들과 함께 이들과 싸웠다.
이 시기의 도요 자신의 동향에 대한 1차 사료는 없고, 군키모노가타리 『태평기』나 『매송론』(梅松論)에도 특별한 기술이 없어서 자세한 것은 알 수 없다. 모리 시게아키(森茂暁)는 『사사키 교고쿠 가기록』(佐々木京極家記録)의 「사누키 마루카메 교고쿠 가보」(讃岐丸亀京極家譜)에 게재된 기사로 (본 사료가 후세의 것으로 신빙성에 주의가 필요하다는 전제에서) 가마쿠라 호조 씨에 대한 반역을 결의한 아시카가 다카우지와 사사키 도요가 밀약을 맺고 제휴하였음을 보여주는 일화나 오미 국(近江国) 반바주쿠(番場宿, 사가현 마이하라시 반바)가 도요의 영지였다라고 기록되어 있는 점에서 다카우지에게 로쿠하라 단다이를 함락당하고 가마쿠라를 향해 퇴각하는 호조 나카토키(北条仲時)의 군세가 겐코(元弘) 3년(1333년) 5월 9일에 오미 반바주쿠에서 「山立 ・ 強盗 ・ 溢者 등 2000-3000인」에게 저지당하여 렌게지(蓮華寺 )에서 일족 432명이 모두 자결한 사건(《태평기》)의 배후에 도요가 주도적으로 관여하였을 가능성이 상정된다고 보았다. 한편 이때 고곤 덴노(光厳天皇)나 하나조노 상황(花園上皇)도 체포되었고, 사사키 기요타카(佐々木清高)는 나카토키와 함께 사망하였으며, 사사키 씨 적류(嫡流)인 롯카쿠 도키노부(六角時信)는 《태평기》(덴쇼본)에 따르면 도요를 중개로 다카우지에게 항복하였다고 한다.
오키에 유배되어 있었던 고다이고 덴노가 오키를 탈출하는데 성공하고, 아시카가 다카우지나 고즈케(上野)의 닛타 요시사다(新田義貞) 등의 활약으로 가마쿠라 막부가 멸망한 뒤, 수도로 돌아온 고다이고 덴노에 의한 겐무 신정(建武の新政)이 시작되고, 사사키 도요는 롯카쿠 도키노부나 시오야 다카사다(塩冶高貞) 등 다른 사사키 일족들과 함께 잡소결단소(雑訴決断所)의 부교닌(奉行人)으로 일하였다.

### 남조와의 전투
아시카가 다카우지가 천황의 친정인 겐무 신정에 반하여 정권에 참여하지 않자, 무사층의 지지가 없는 신정부에 대해 각지에서 반란이 끊이지 않는다. 겐무(建武) 2년(1335년) 시나노(信濃)에서 호조 잔당 세력이 호조 다카토키의 아들 호조 도키유키(北条時行)를 추대해 반란을 일으킨다. 이를 나카센다이의 난(中先代の乱)이라고 한다. 반란 세력은 아시카가 다카우지의 동생 다다요시가 지키고 있던 가마쿠라를 공격하여 점령하였고, 이를 치러 나선 아시카가 다카우지를 따라 사사키 도요 역시 종군하였다. 가마쿠라를 탈환한 아시카가 다카우지는 그곳에서 독자적으로 논공행상을 행하였으며, 사사키 도요는 가즈사(上総)와 사가미(相模)를 영지로 받았다.
고다이고 덴노는 가마쿠라에 있던 타카우지에게 당장 상경할 것을 명령하였으나, 타카우지는 당시 닛타 요시사다와의 대립 등의 이유로 이를 따르지 않았고, 마침내 아시카가 타카우지, 아시카가 다다요시에 대한 추토를 명하는 육지가 내려지기에 이른다. 그러나 겐무 정권에 맞서 무가정권을 수립하기를 타카우지는 주저했고, 이에 도요는 다카우지에게 적극적으로 반기를 들 것을 권했다고도 한다. 겐무의 난(建武の乱)에서는 아시카가 타카우지 편에 서서 스루가 국(駿河国)에서의 데고시가와라 전투(手越河原の戦い)에도 참전하였으나 닛타 요시사다에게 패하여 동생인 사다미쓰(貞満) 등도 전사하였다. 도요 자신은 요시사다에게 항복하고 이후 닛타 세력으로 종군하여 아시카가측과 싸웠으나, 하코네·다케노시타 전투(箱根・竹ノ下の戦い) 도중에 닛타를 배신하고 아시카가로 돌아섰다. 사사키 도요의 이반으로 닛타는 전군이 붕괴되어 패주하기에 이르렀다. 도요가 가세한 아시카가측은 닛타군을 몰아내고 교토를 점령하였으나 오슈로부터 입경한 기타바타케 아키이에(北畠顕家) 등에 패하여 교토를 떠나 효고(兵庫)로 해서 규슈로 도피하자, 도요는 다카우지를 따르지 않고 오미에 남아 있었다고 한다.
규슈에서 세를 수습한 아시카가 다카우지는 미나토 강 전투(湊川の戦い)에서 천황측의 닛타, 구스노키 연합군을 격파하고 교토로 들어왔고, 히에이 산으로 달아났던 고다이고 덴노나 닛타 요시사다와도 싸웠다. 도요는 동쪽으로부터 원군으로 온 시나노 슈고 오가사와라 사다무네(小笠原貞宗)와 함께 9월 중순부터 29일까지 보급로인 비와 호를 봉쇄하고 히에이 산을 포위했다(오미 전투). 나아가 타카우지의 추대로 고묘 천황(光明天皇)이 옹립되어 북조(北朝)가 성립되었고, 타카우지는 고묘 천황으로부터 세이이타이쇼군으로 임명되어 무로마치 막부가 수립되었다. 고다이고 천황은 요시노로 도피해 남조(南朝)를 세웠다.

### 아시카가 정권의 중추
도요는 오미, 히다, 이즈모, 와카사, 가즈사, 셋쓰의 슈고를 역임한다. 겐무 4년/엔겐 2년(1337년) 쇼라쿠지(勝楽寺)에 성을 쌓아 이후 죽을 때까지 본거지(현 고라정)로 삼았다.
랴쿠오 3년/엔겐 5년(1340년) 아들 사사키 히데쓰나와 함께 시라카와에 소재하던 묘호인 몬제키(妙法院門跡) 료세이 법친왕(亮性法親王)의 고쇼(御所)를 태워 없애는 사건이 일어나자, 승려들이 이를 처벌해달라며 강소를 벌였다. 이에 북조 조정은 막부에 도요를 데와 국으로, 히데쓰나는 무쓰 국으로 유배할 것을 명한다. 하지만, 막부에서 도요를 변호하며 북조 조정의 명령을 거부하였고, 결국 도요 부자를 가즈사에 유배하기로 결정하였다. 하지만 이 유배 행렬은 와카슈(若衆) 수백 명을 거느리며 도중에 머무르는 숙소마다 게이샤(傾城, 기녀)들을 불러 노는가 하면 나아가서는 히에이 산(比叡山)의 신수(神獣)로 여겨지던 원숭이의 가죽을 허리에 두르기도 하는 등, 도요 자신이 산문(山門) 세력에 대해 얼마나 적의를 품고 또한 멸시하고 있었는지를 엿볼 수 있다.
일본의 사학자 하가 노리히코(羽下徳彦)에 따르면 가즈사는 겐무 연간에 쇼군 타카우지의 집사(執事)이기도 한 고노 모로나오(高師直)가 슈고를 맡았고, 이후 쇼헤이(正平) 연간에는 (도요와 함께 유배된) 히데쓰나가 슈고를 맡았던 곳인데, 정작 도요의 가즈사 유배 시절의 슈고에 대해서는 남아 전해지는 기록이 없다. 때문에 사사키 씨가 가즈사 슈고를 맡았던 시기의 상한선이 쇼헤이 연간 이전이었을 것도 생각해 볼 수 있는데, 실제로 도요 부자는 명목만 '유배'일 뿐 실제로는 자신들의 령국으로 돌아간 것뿐일 가능성도 있다. 일본의 사학자 모리 시게아키(森茂暁)는 사사키 도요 부자가 료세이 법친왕의 고쇼에 불을 지른 사건 자체가 산문에 골머리를 앓고 있던 쇼군 타카우지 · 다다요시 형제의 암묵적인 양해가 있었고 산문에 큰 타격을 줄 목적으로 벌인 행패로 추측하였으며, 그 추측의 사실 여부가 어떠하든타카우지 형제에게는 사사키 도요를 처벌할 생각이 전혀 없었을 것으로 보았다. 실제로 유배 바로 이듬해에 아무 일 없었다는 듯이 사사키 도요는 막부의 정치에 복귀했던 것이다.
막부의 정치에 복귀한 도요는 히키쓰케토닌(引付頭人), 효조슈(評定衆)나 만도코로 집사(政所執事) 같은 막부 관직들을 두루 거치며 구게(公家)들과의 교섭 등을 행했다. 쇼헤이 3년/조와 4년(1348년) 시조나와테 전투 등 남조측과의 전투에 종군했다. 다만 귀환 도중에 남조측의 기습을 받아 차남 히데무네(秀宗)가 전사하기도 하였다.
아시카가 막부의 정무는 쇼군 아시카가 다카우지와 아시카가 가문의 집사 고 모로나오(高師直)의 반 다다요시 세력과 동생 아시카가 다다요시(足利直義)의 다다요시 세력이 행하는 이원정치체제였지만, 양자간의 불협화음이 발생하여 1350년부터 간노 연간 간노의 소란이라는 내부 항쟁으로 발전하였다. 도요는 쇼군 다카우지 측에 속했지만, 남조에 투항해 세를 불린 다다요시 측이 득세하자, 다카우지에 남조와 화친해 고무라카미 천황으로부터 다다요시 추토령을 받아내라고 진언한다. 타카우지는 이를 수락하여 쇼헤이 일통(正平一統)을 이끌었으며, 다다요시를 가마쿠라에 유폐시킨다.
남북조 조정의 통합을 합의했던 쇼헤이 일통이 쇼헤이 7년/분나(文和) 원년(1352년) 북조의 상황이 남조에 잡혀가면서 파기되자, 3월에 하치만 전투(八幡の戦い)에서 요시아키라(義詮)를 따라 남조로부터 교토를 다시 빼앗고, 6월에는 구게 가주지 쓰네아키(勧修寺経顕)를 통해 조정과 교섭하여 고코곤 천황(後光厳天皇)을 옹립하고 천황의 조모인 사이온지 레이시(西園寺寧子)에게 천조(践祚) 의례를 행하게 할 것을 설득하여 이를 실현시킴으로써 북조 재건과 쇼군 권력 강화에 힘을 쏟았다. 그러나 야마나 도키우지(山名時氏) ・ 모로요시(師義) 부자와 영지 문제로 대립하게 되어 쇼헤이 8년/분나 2년(1353년) 6월에 야마나 도키우지와 남조의 군세가 교토를 함락시키고 교토에서 북쪽으로 몰려나게 된 고코곤 천황과 요시아키라를 지키다 아들 히데쓰나가 전사하기도 했다.

### 무가의 권세가의 만년
엔분 3년/쇼헤이 13년(1358년) 다카우지가 죽고, 2대 쇼군이 된 아시카가 요시아키라를 보좌해 만도코로 집사 등에 역임, 막부내의 슈고 다이묘들간의 항쟁을 조정하는 한편, 막부 집사(후의 관령직)의 호소카와 기요우지와 시바 다카쓰네, 요시유키 부자의 실각에 적극 관여한다.
이 무렵 사사키 도요는 쇼군 요시아키다의 절대적인 지지를 토대로 집사(훗날의 간레이) 임명권을 장악한 사실상의 막부 최고 권력자로써 군림하고 있었다. 니키 요시나가(仁木義長)와 호소카와 기요우지(細川清氏)의 집사직 다툼에서는 기요우지를 지지하여 그를 집사로 밀었는데, 확집이 발생하자 기요우지를 곧바로 내쳐서 쇼군 친재(親裁)의 정치 형태를 부활시킨다. 쇼헤이 17년/조지(貞治) 원년(1362년)에는 연척 관계를 토대로 우호적인 관계를 쌓은 시바 다카쓰네(斯波高経)를 집사로 추천하였는데, 쇼군케(将軍家)와 동등한 가격(家格)이라는 자부심을 가지고 있던 다카쓰네는 집사 취임을 거절했다. 때문에 사위인 다카쓰네의 셋째 아들 우지요리(氏頼)를 다시금 추천하였는데, 다카쓰네는 이에 대항하며 자신이 아끼던 넷째 아들 요시마사(義将)를 추천해, 결과적으로 요시마사가 간레이로 취임하게 되었다(시바 아시카가 집안에 의한 집사 취임 거부로 이 무렵 집사가 간레이로 직명을 바꾸게 되었다). 요시마사는 이때 아직 열세 살밖에 안 되었고, 사실상 다카쓰네가 정권을 쥐었다.
이렇게 일시 도요는 다카쓰네보다 아래에 있게 되었고 교고쿠-사사키 집안 내의 내분으로 발생한 셋째 아들 다카히데(高秀)에 의한 가신 필두 요시다 곤카쿠(吉田厳覚) 암살 사건에 대해서도 다카쓰네에게 허를 찔렸다. 게다가 다카쓰네가 맡은 고조 다리 건축이 지연되자 다카쓰네 자신이 나서서 이를 스스로 재빨리 건축해 버리는 사건이 발생해, 도요는 다카쓰네에게 면목을 잃고 다카쓰네와의 관계는 결정적으로 악화된다.

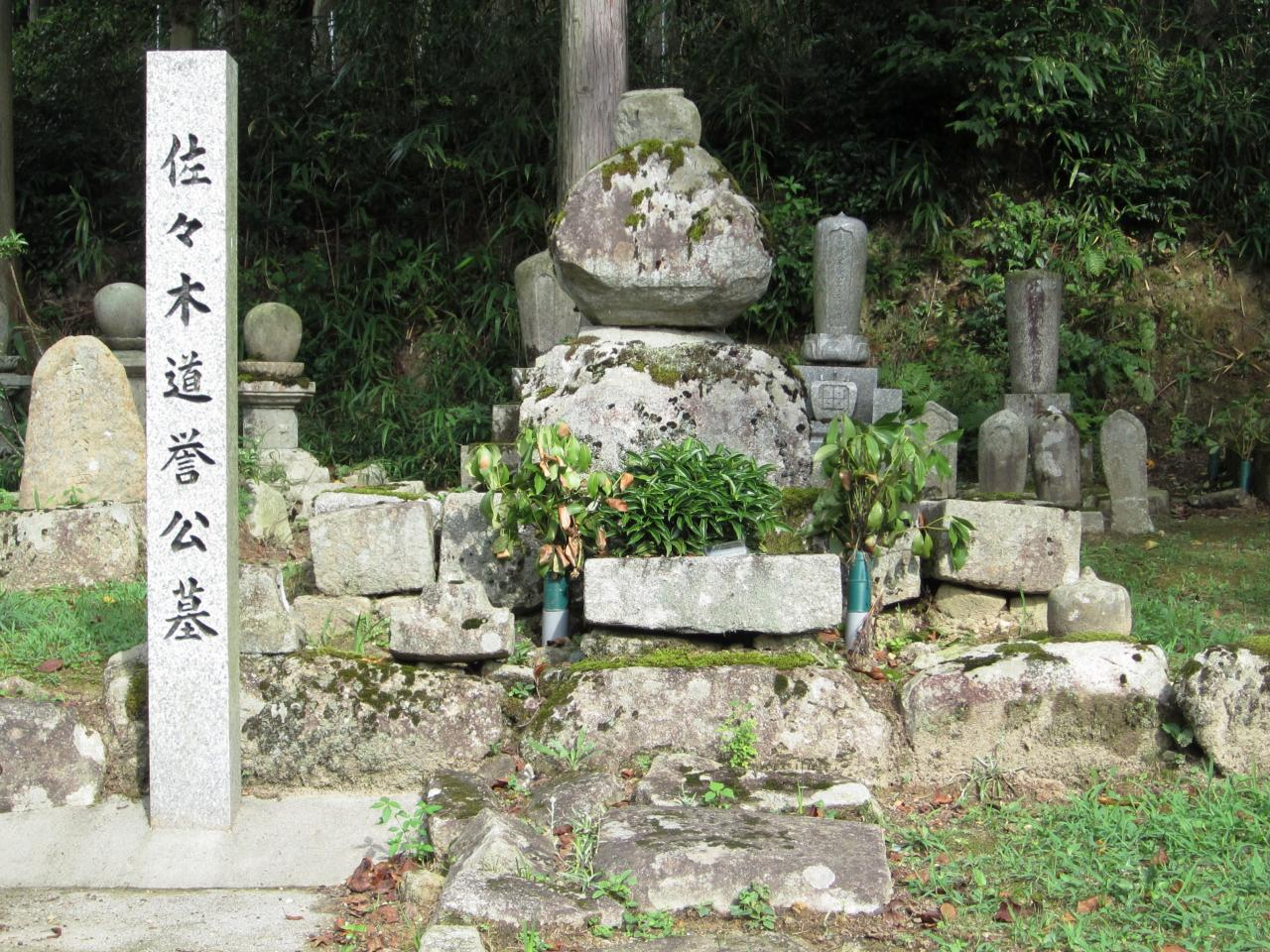
쇼라쿠지(勝楽寺)에 소재하고 있는 사사키 도요의 묘소.

이에 도요는 우선 다카쓰네가 쇼군의 저택에서 개최한 꽃구경에 눈을 돌렸다. 도요는 꽃구경 당일에 맞추는 형태로 오바라노(大原野, 지금의 교토 시 니시쿄 구西京区)에서 성대한 꽃구경 모임을 열었다. 그것은 교토 안의 예능인들이 모조리 불려간 자리로, 향을 사르고 "세상에 예가 없는 놀이"(世に類無き遊)라고 소문이 자자하였다. 이렇게 다카쓰네에게 복수한 도요는 이번에는 다카쓰네 축출에 나섰다. 마침 다카쓰네의 정치가 고압적인 태도로 인해 슈고들의 반발을 사고 있었고, 도요는 이들 다카쓰네에게 반발을 가진 슈고들을 모아 요시아키라에게 참언하여, 쇼헤이 21년/조지 5년(1366년) 다카쓰네는 실각한다(조지의 변). 또한 남조와의 연줄을 가지고 화해 교섭에도 힘을 쏟았지만 성과를 내지는 못했다.
조지 6년/쇼헤이 22년(1367년) 간토 통치를 위해 두었던 가마쿠라 부의 수장 가마쿠라 구보(鎌倉公方) 아시카가 모토우지(足利基氏)가 죽자, 사후처리를 위해 파견되어 모토우지의 아들 우지미쓰(氏満)에게 가마쿠라 구보를 잇도록 하는 등의 뒷수습을 맡았다. 같은 해 도요가 추천한 호소카와 요리유키(細川頼之)가 간레이에 취임한다. 이듬해인 쇼헤이 23년/오안(応安) 원년(1368년)에 아들 다카히데가 이즈모 슈고로 취임한 것으로 보아 이 무렵 사사키 도요는 정무에서 물러나 은거하게 된 것으로 보인다.
오안 6년/분추(文中) 2년(1373년) 사사키 도요는 향년 78세의 나이로 세상을 떠났다. 계명(戒名)은 쇼라쿠지도노 도쿠오 도요(勝楽寺殿徳翁導誉)라 하였다.
사사키 도요의 묘는 교고쿠 씨의 보다이지(菩提寺)였던 일본 사가 현(滋賀県) 요네하라 시(米原市) 기요타키(清滝)의 도쿠겐인(徳源院)과 같은 현 고라 정의 쇼라쿠지(勝楽寺)에 소재하고 있다.

## 인물
사사키 도요는 남북조 시대 일본의 사회적 풍조였던 바사라(ばさら)를 좋아하였다고 하며, 일본의 고전 『태평기』(太平記)에 따르면 하극상적인 풍조에 대해서는 비판적이었으나 실각한 호소카와 기요우지(細川清氏)가 남조의 구스노키 마사노리(楠木正儀) 등과 함께 교토를 점거했을 때 자신의 저택에 불을 지르지 않고 꽃을 장식하고 연회를 준비하도록 시키거나 막부 내에서 대립하고 있던 시바 다카쓰네의 꽃구경 권유를 무시하고 오바라노에서 성대한 연회를 여는 등 도요의 화려한 행동이 기록되어 있다.
또한 렌카(連歌) 등의 문예나 꽃꽃이, 다도(茶道), 향도(香道), 피리, 나아가 오에 사루가쿠(近江猿楽)의 후원자가 되는 등 문화적인 활동을 좋아하는 한편으로 막부 정치에 있어서도 구게와의 교섭을 맡아 힘쓰는 등 문화적 소양을 가진 인물이었다고 생각된다. 렌카시(連歌師)인 구사이(救済), 간파쿠(関白) 니조 요시모토(二条良基)가 찬한 『쓰쿠바슈』(菟玖波集)에는 도요가 지은 다수의 작품들이 실려 있다. 다만 와카(和歌)에 대해서는 그가 읊은 한 수가 칙찬집에 실렸다고 전해질 뿐 문예 면에서는 오직 렌카에만 관심을 보였던 것으로 보인다.
산문(山門)과는 묘호인(妙法院)을 공격하면서 불을 지른 사건에서 보이듯 대립하고 있었으나, 한편 산문의 말사(末社)인 히가시야마(東山)의 기온지(祇園社)와의 관계가 깊어 기온지의 숙사(宿舎)인 다카하시야(高橋屋)를 빌려 자신의 거처로 삼을 정도였다. 남조의 공격을 받고 미노(美濃)까지 물러난 요시아키라가 교토로 복귀할 무렵에는 이곳 다카하시야를 숙사로 삼아 교토 4조 거리의 쿄고쿠 저택보다도 이곳 타카하시야를 본거지로 하는 모습이 엿보인다.
소유한 영지에 대해서는 운송 거점이 되는 지역을 바라는 경우가 많았는데, 앞에서 언급한 다카하시야가 소재한 곳도 교토의 상업 지역으로 유통이나 상업에도 깊은 관심을 보였음을 엿볼 수 있다. 또한 호조 나카토키(北条仲時)를 포위한 이쓰쓰지노미야(五辻宮)에 의한 아쿠토(悪党)、야마비토(山民)、야마호시(野伏) 집단에는 도요의 후원 내지는 도요가 주도적으로 관계가 있었다고 여겨진다. 이와 같이 도요는 소유 영지에서 나오는 수입을 토대로 생계를 유지하던 당시의 일반적인 무사들과는 차원이 다른 경제 생활을 하고 있었다.
왕족이나 구게 귀족들에 대해서도 상대를 깔보거나 콧대 높은 모습을 보이기도 하는 등, 여러 모로 괴짜였음은 부인할 수 없다.
셋째 아들 다카히데(高秀)를 시켜 그리게 했다는, 불문에 들어 승려의 차림을 한 도요의 초상화가 일본 사가현(滋賀県) 고료정(甲良町)의 쇼라쿠지(勝楽寺)에 소장되어 있었으며, 이후 일본 교토 국립박물관(京都国立博物館)으로 옮겨져 보관되고 있다.
기요노하라 전투(青野原の戦い) 뒤의 원군으로 「배수진」을 일본에서 최초로 사용한 무장으로써도 알려져 있다. 다만 사사키 도요가 배수진을 진언했다는 것은 군키모노(軍記物)인 『태평기』의 표현으로 역사적 사실로써는 도요가 실제로 배수진을 의식하고 있었는지 알 수 없다.

### 내용주
1. ↑  『손피빈먀쿠』(尊卑分脈)에는 오안(応安) 6년 8월 25일에 68세로 사망하였다고 기재되어 있고, 여기서 역산하면 도쿠지 원년(1306년)에 태어난 것이 된다(紺戸淳 「武家社会における加冠と一字付与の政治性について」（『中央史学』二、1979年、p.17）). 이 설은 『鎌倉・室町人名事典コンパクト版』(편집: 야스다 모토히사安田元久、新人物往来社、1990년) p.241 「佐々木高氏」 항목(집필: 勝山清次) 외、(일본어) 『佐々木高氏』  - 고트뱅크
2. ↑  일본의 사학자 곤도 준(紺戸淳)은 《손피빈먀쿠》에 기재된 도요의 몰년 및 향년에서 역산해 도쿠지 원년(1306년)생이라는 설을 채용하여 그가 원복(元服, 관례)을 올린 시기를 1315년 ~ 1320년경으로 추정하고 이 당시 도쿠소케 당주였던 다카토키와 에보시오야코(烏帽子親子) 관계를 맺었다고 하고 있다.[7] 에이닌 4년(1296년)에 태어났다는 설을 채용해 1305년 ~ 1310년 또는 그 전후에 원복을 행했다고 보더라도 비슷하게 볼 수 있다(다카토키는 1309년에 원복을 행했고 1311년에 도쿠소케 당주가 되었다).
3. ↑  전날 다케노시타(竹の下) 방면에서의 와키야 요시스케(脇屋義助)의 군의 오토모 사다토시(大友貞載)와 시오야 다카사다가 아시카가로 돌아서 있었고, 요시스케군은 열세가 되었다. 하코네 방면에서 닛타군은 유리하게 전황을 전개하고 있었으나 전체 정세상 일단 퇴각을 판단했던 것인데, 이 퇴각 중에 닛타군의 도요가 이반한 것이다.
4. ↑  일본에서 왕족으로써 출가한 승려를 가리켜 법친왕이라고 한다.
5. ↑  한편 이때 도요는 「유배를 명하는 선하(宣下)에는 내 속세의 이름(다카우지)이 쓰여 있는데, 쇼군과 같은 '다카우지'(高氏)이니 참으로 쇼군께 면목없는 짓이라」는 이유로 호보(峯方)로 개명한다. 호(峯)는 봉우리, 즉 히에이 산을 가리킨다고 해석되며, '호보'로 개명한 것도 도요가 의도적으로 산문을 도발하려고 한 것임을 엿볼 수 있다.
6. ↑  당시 북조의 구게인 도인 긴카타(洞院公賢)는 자신의 일기 《원태력》(園太暦) 쇼헤이 14년/엔분(延文) 4년(1359년) 8월 17일조에서 사사키 도요를 향해 '무가 권력자 도요 법사'(武家権勢導誉法師)라고, 그의 권세를 평가해 기록하였다.
7. ↑  쇼헤이 18년/조지 2년(1363년) 7월 19일, 요시다 곤카쿠가 히데쓰나의 손자(도요의 증손자)에 해당하는 적류(嫡流) 사사키 히데요리(佐々木秀頼)를 옹립하고자 하다 다카히데에게 암살을 당했다. 다카히데는 사건 직후에 쇼군 요시아키라에게 이를 보고했고 쇼군의 묵인을 받아 냈지만, 다카쓰네는 사건의 책임을 추궁하여 다카히데가 끝내 사무라이도코로토닌(侍所頭人)을 사직하게 되었다. 이는 사사키 도요의 실각을 노렸을 가능성이 있다.